# Luchaire SA
Luchaire Société Anonyme (Luchaire SA, ou société Luchaire) est une entreprise française d'armement active de 1919 jusqu'en 1990 et sa reprise par GIAT, depuis KNDS France.

## Historique
Cette société anonyme est fondée le 3 mars 1919.
Traditionnellement, l'entreprise Luchaire est la seule société privée, spécialisée dans la fabrication d'obus d'artillerie, qui soit complémentaire des moyens de l’État, le Groupement industriel des armements terrestres (GIAT), créer en 1971.
En 1970, elle est composée de deux branches, Luchaire Division Armement fabriquant tous types de munitions explosives (obus, grenades, roquettes, mines fusées de missiles, etc.), et Luchaire Division STRIM (anciennement Société Technique de Recherches Industrielles et Mécaniques) concevant des engins tactiques tels le lance-roquettes antichar de 89 mm et dispose de huit usines. 
Le siège social de Luchaire étant au 180 Boulevard Haussmann dans le 8e arrondissement de Paris.
Le STRIM étant au 171 du même boulevard .
Luchaire division Armement devient Luchaire armement le 1er octobre 1984, à sa liquidation, elle est au 276 Rue Louis Blériot, Boulogne-Billancourt.
Elle se diversifie dans les années 1970 entre autres dans l’automobile, l'aéronautique et l’agroalimentaire. C'est un échec financier et elle à une perte de 45 millions de francs en 1982. Daniel Dewavrin devient directeur en 1981 et se restructure sur l’armement et l'exportation à la suite de la baisse des commandes de l’état français.  
Dans les années 1980, son activité de "munitionnaire" est situe dans deux usines situées près de Bourges, à La Chapelle-Saint-Ursin et au Prado (Cher), et dans des ateliers à Crézancy, dans l'Aisne.
Son chiffre d'affaires est de 1 195 millions de francs français en 1986, sensiblement égal, en francs courants, à celui de 1981) avec un effectif dans le secteur de l’armement passant de 1 196 en 1984 a 889 en 1986.
Elle livre à partir de 1982 environ 500 000 obus d'artillerie vers l'Iran en violation de l’embargo déclaré par la France en 1981. Les révélations de la presse en 1986 et 1987 lancent l'affaire Luchaire ; ce trafic est accusé d'avoir bénéficié aux finances du Parti Socialiste et d'avoir été encouragé par la présidence de François Mitterrand dans le cadre des relations complexes franco-iraniennes. 
À la suite de cela, l'entreprise est absorbée en 1990 par GIAT (devenu Nexter puis KNDS France).

## Productions
- fusées et charges militaires des missiles de l'aérospatiale[3]:
  - SS.10
  - SS.11
  - SS.12
  - Milan[9]
  - Hot
  - Roland
- AS-20
- AS 30
- Grenade à fusil APAV 40 (depuis 1956)
- Grenade à fusil AC 58 (depuis 1977)
- Mine antichar
- lance-roquettes antichar de 89 mm
- AC300 Jupiter
- Obus de 155 mm[10]
- Obus de 130 mm LU BB (années 1980)
- Réducteur de traînée de culot[11]
- Masque à gaz (Entre-deux-guerres, seconde guerre mondiale)